# 食品储藏间

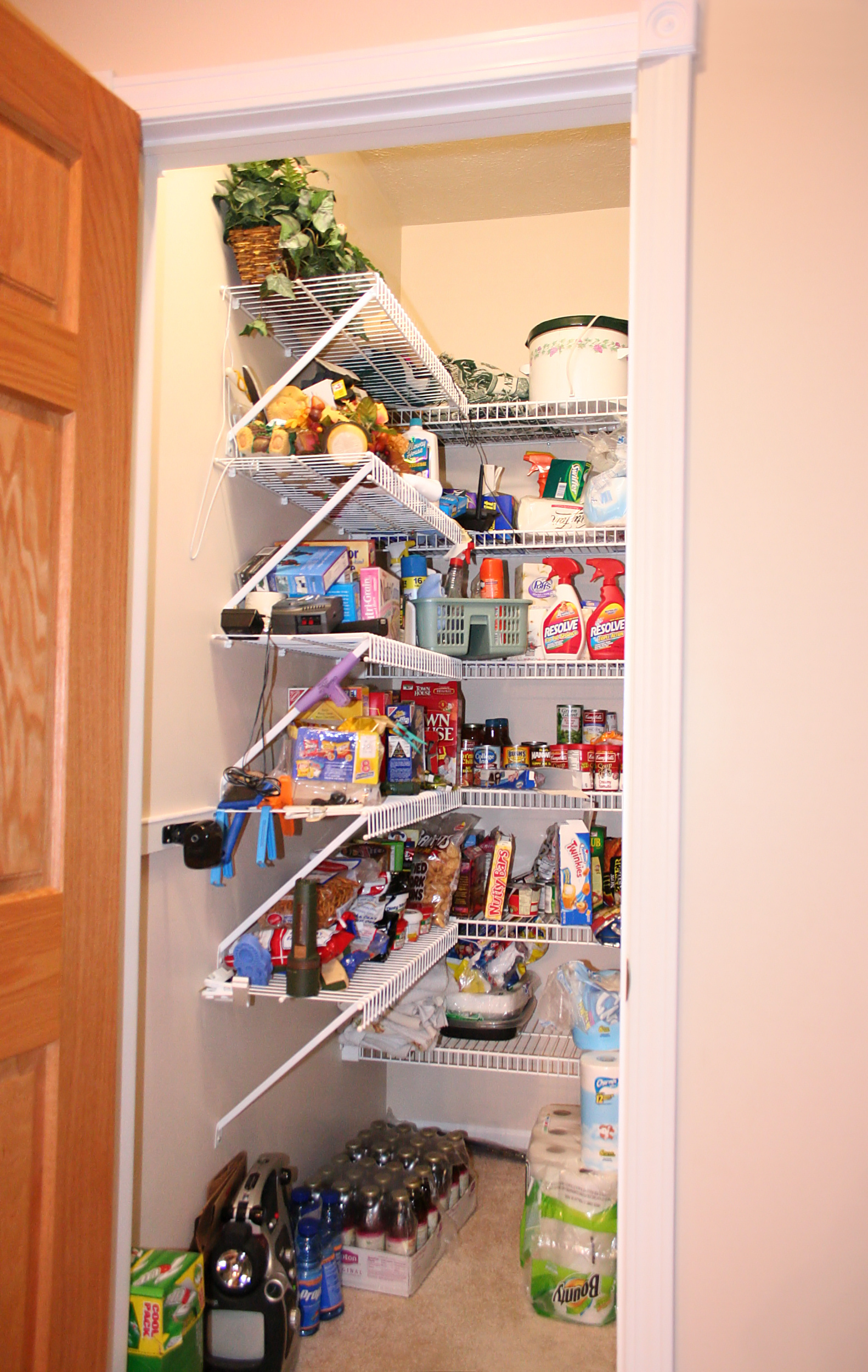
一个当代的厨房食品储藏间。

食品储藏间是家里存放饮料和食物的地方，有时也存放餐具、日化品、亚麻制品或必需品。食品储藏间为厨房提供了辅助存放能力。

## 在欧洲和美国的历史

### 中世纪后期
在中世纪后期的大厅裡，有个单独的房间，用于各种服务功能及食品储存。面包放在食品储藏间里保存，与其相关的食物准备也在里面进行。还有一些类似的房间用于储存烟肉和其它肉类食物（贮藏室）、酒类（酒窖），以及用于烹饪的厨房。

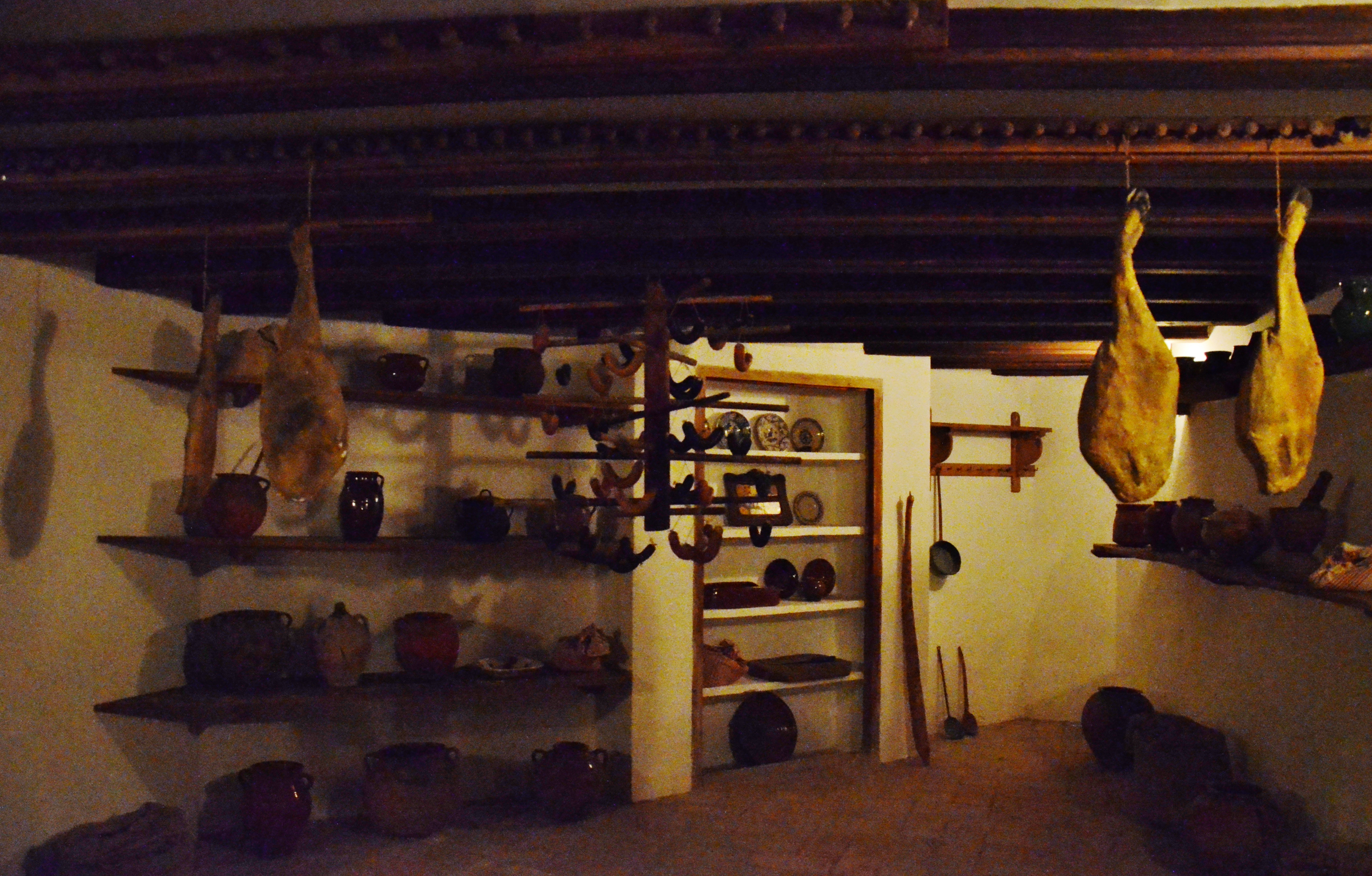
位于比利亚努埃瓦和赫尔特鲁的坎帕皮奥尔浪漫主义博物馆中展示的十九世纪食品储藏间

### 殖民地时期
在美国，食品储藏间是从美国殖民地时期早期的“食品室”演化而来，在殖民地房屋中修建在北面一个较冷的角落里，并演化为自给自足的农庄中各种各样的食品储藏间。在英美国家的中产阶级家里，会在厨房和餐厅之间建一个管家储藏间，或餐具储藏间，尤其是在19世纪后期到20世纪早期。大的庄园，如阿什维尔的比特摩尔庄园或阿克伦的斯坦·休威特大厅及花园，都拥有大的食品储藏间和其它的家庭“办公室”，与英国类似的“豪宅”相呼应。

### 维多利亚时代
在维多利亚时代，英国的大型房屋和庄园里，对于从食物准备到清理的每一步，都使用单独的房间。厨房用来烹饪，食品储存则是在储藏室。烹饪前准备食物是在准备间，而刷碗则是在洗碗间或食品储藏间，“这取决于菜肴的类型和脏的程度”。:63由于洗碗间有自来水和水槽，它也是准备食物时清洗清理的地方，例如清理鱼和切生肉。而食品储藏间是存放餐具的地方，比如瓷器、玻璃器皿和银器。如果食品储藏间里有一个用来清洗餐具的水槽，它会是一个木质衬铅的水槽，以防在清洗瓷器和玻璃器皿时将它们打碎。在一些中产阶级的家里，食物准备间、食品储藏间和普通储藏间可能只是不同的大木柜。:64

### 现代的储藏间
自1990年代末以来，食品储藏间作为家政复兴的一部分，正在英美家庭中卷土重来。它是当今美国家庭中最受欢迎的功能之一，尽管现代家庭厨房的尺寸比以往更大。这种需求是因为与食品储藏间相关的魅力和怀旧，以及食品储藏间的实用目的。
如今食品儲藏間可用于儲藏不易腐烂的食物，如罐头食品；它不必位于厨房附近，也经常位于地下室。

## 食品储藏间的类型

### 亚洲的食品储藏间
传统上，亚洲的厨房比西方的更加开放。食品储藏间的功能，一般由木橱柜来代替。例如在日本，一种厨柜被称为“箪笥”。这是日本开发的一种传统的常见木工家具，尤其是整个江户时代。大批“箪笥”的设计被推出，每一种都面向不同的特定需求。
这个想法与印第安纳橱非常类似，通过特定的设计创新来满足广泛的各式各样的功能需求。

### 管家储藏间

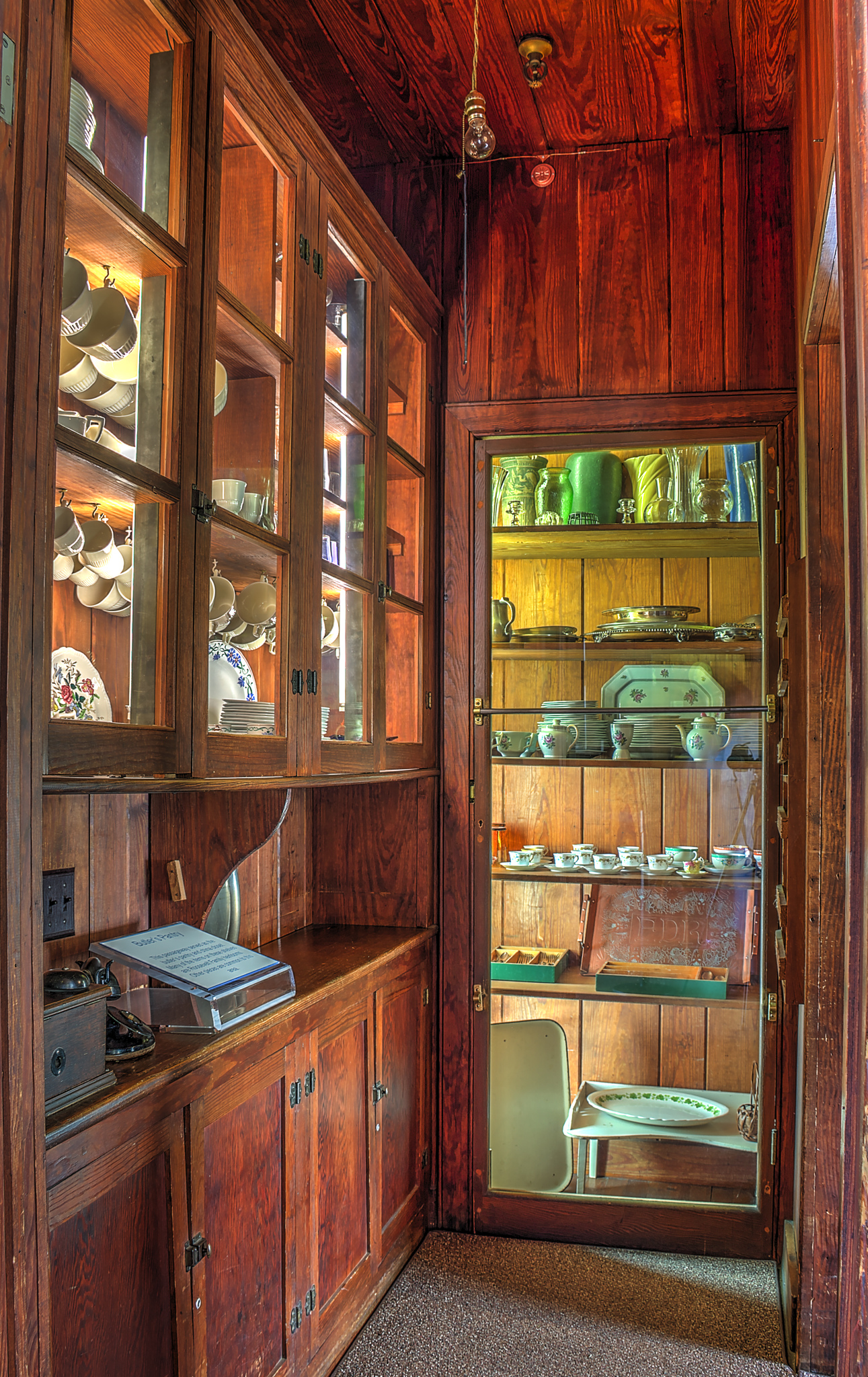
小白宮的管家储藏间

管家储藏间或服务储藏间是大房子里的杂物间，主要用于存放服务用品，而非食物。传统上，管家储藏间用于清洁、清点和存放银器；欧洲的管家通常就睡在储藏间，因为他们的工作就是保管银器及其锁匙。商人的账簿和葡萄酒日志，也可能被保存在那里。这个房间由管家和其他佣人使用；它通常被称为管家储藏间，即使在没有管家的家庭也是如此。
在现代家庭中，管家储藏间通常位于厨房和餐厅之间的过渡空间中，并用作供应餐点的准备区。它们通常包含台面，以及存放蜡烛、服务用品、桌布、餐具、酒和其它餐厅用品的空间。更复杂的可能包括洗碗机、冰箱或水槽。

### 冷藏间

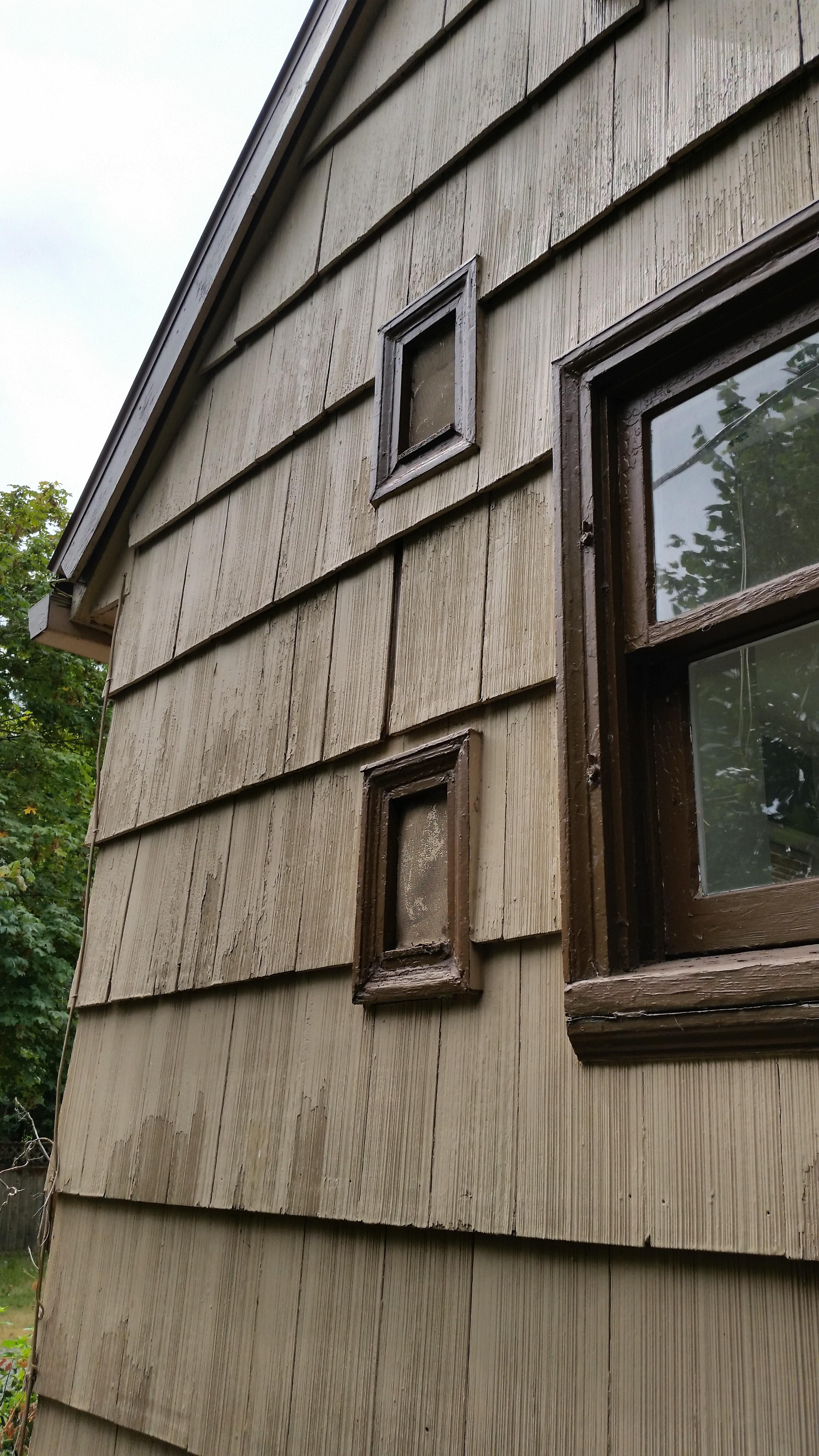
冷藏间的外部通风口

某些食物，如黄油、蛋、奶等，需要冷藏。在现代制冷技术出现以前，冷藏柜比较流行。然而，冷藏柜的问题是，柜体比较庞大，而实际的冷藏空间却很小，所以出现了这个聪明的和创新的解决方案——能冷藏的食品储藏间，有时也称为“加利福尼亚冷藏间”。冷藏间的橱柜里，通常是由木板条组成的架子，以便空气循环。靠近顶部有通风口可以把空气排放到外面，可以通过屋顶，或者高出墙壁。第二个通风口靠近底部，也能通向外面，但是接近地面，并且通常在房屋的北面，因为那里的空气较凉爽。由于冷藏间的空气较温暖，于是它上升，并通过上通风口排出。这使得较冷的空气从下通风口吸入，从而使冷空气持续地循环。在夏天，冷藏间的温度往往会比室温低好几度；而在冬天，冷藏间的温度则会比室温低得多。
对于储藏不需要冷冻的食品来说，冷藏间是一个完美的地方。冷藏间通常存放面包、黄油、奶酪蛋糕、蛋、甜点和派等食物。蔬菜在准备使用之前，可以从菜窖中取出少量存放在冷藏间。与冷藏柜狭小的空间和高昂的价格相比，冷藏间是一个非常适合存放新鲜浆果和水果的地方。

### 印第安纳橱
印第安纳橱最初由纽卡斯尔的印第安纳制造公司（Hoosier Manufacturing Company）于20世纪初开发。它流行到1930年代，印第安纳橱及其众多模仿者很快成为美国厨房的必备家具。印第安纳橱通常被认为“储藏间与厨房的结合”，它既具有储藏间的便利性和准备功能，又使许多存储空间和工作台直接进入厨房。其销售目录和独特的销售计划，都瞄准了农场主妇。今天，印第安纳橱是一种备受欢迎的居家标志，并被广泛复制。

## 书籍
早期图书的章节，尤其是在19世纪后半叶家政学和家政经济时期编写的，描述了如何陈设、维护和清洁食品储藏间。凯瑟琳·E·比彻（Catharine E. Beecher）和哈里特·伊丽莎白·比彻·斯托在其开创性的《美国女人的家》（The American Woman's Home，1869）中，提倡在厨房安装橱柜来代替食品储藏间。直到一个世纪之后，这个想法才在美国家庭中占据了一席之地。二战之后，食品储藏间已经被落地厨柜所取代。在维多利亚时代和第二次世界大战期间，住房已发生显著变化，食品储藏间几乎在所有美国家庭都很常见。这是因为厨房又小又实用，而不像今天或殖民地时期作为家庭的中心，而且是一应俱全的中心。因此，食品储藏间是重要的工作空间，里面有搁架、橱柜和台面。
在《快乐的黄金岁月》的最后一章中，劳拉·英格斯·怀德写了一篇关于阿曼乐·怀德在迪斯梅特的第一个家中为她建造的食品储藏间的描述。它详细介绍了一个农舍厨房，她是在与怀德结婚并随其前往新家之后第一次见到它的。
储藏间袭击通常是儿童文学和20世纪早期广告中的共同主题。也许文学作品中最著名的储藏间事件是，马克·吐温笔下的汤姆·索亚进入他波莉姨妈的食品储藏间的果酱后，不得不做忏悔：作为惩罚，他不得不粉刷她的围栏。

## 扩展阅读
- Pond, Catherine Seiberling.  [食品间：其历史和现代用途]. 盐湖城: 吉布斯史密斯（英语：Gibbs Smith）. 2007. ISBN 1-4236-0004-5 （英语）.